# Brunettia apiculata
Brunettia apiculata és una espècie d'insecte dípter pertanyent a la família dels psicòdids que es troba a Centreamèrica: Costa Rica.